# Czerwonogród (hromada)
Czerwonogród – hromada na Ukrainie, w obwodzie lwowskim, w rejonie szeptyckim, z siedzibą w Szeptyckim.

## Historia
Powstała ona w 2020 roku w wyniku decentralizacji na Ukrainie. Na terenie hromady rzeka Sołokija uchodzi do rzeki Bug.

## Skład
W skład gromady wchodzą 2 miasta:
- Szeptycki – siedziba hromady
- Sosnówka

jedno osiedle typu miejskiego:
- Hirnyk

oraz 11 wsi:
- Bendiuchy
- Bereżne
- Boratyn
- Dobraczyn
- Horodyszcze
- Międzyrzecze
- Ostrów
- Poździmierz
- Rudka
- Sielec
- Wołświn